# Berge (Brandeburgo)
Berge è un comune di 733 abitanti del Brandeburgo, in Germania.

Appartiene al circondario del Prignitz ed è parte dell'Amt Putlitz-Berge.

## Geografia antropica

### Suddivisioni amministrative
Il territorio comunale comprende 5 centri abitati, nessuno dei quali possiede lo status ufficiale di frazione:
- Berge (centro abitato)
- Grenzheim
- Kleeste
- Muggerkuhl
- Neuhausen